# منطقة أعظم كره
أعظم كره رمزها «AZ» (بالإنجليزية: Azamgarh)‏ ، هو تقسيم إداري لدولة الهند تتبع ولاية أتر برديش (بالإنجليزية: Uttar  Pradesh)‏ ، مركزها هو مدينة أعظم كره (بالإنجليزية: Azamgarh)‏ عدد سكانها حسب تعداد سنة 2001 هو 3,950,808 ، مساحتها 4,234 كم² وكثافة السكان 933 لكل كم² .

## أعلام
- أبو سالم
- حميد الدين الفراهي